# Lunina dolina, Čile
Lunina dolina je puščavski kraj in turistična zanimivost, ki leži v puščavi Atacama, 13 km zahodno od San Pedro de Atacama in 110 km severovzhodno od Calame, v regiji Antofagasta, Čile. Leta 1982 je bila razglašena za naravni rezervat in je del narodnega rezervata Los Flamencos. Upravlja ga Conaf in je dostopen iz San Pedra de Atacama.
Skupaj s tako imenovano Dolino smrti (Valle de la Muerte) je to mesto edinstveno v okolju, ki ga obdaja gorsko območje Orbate na nadmorski višini 2500 metrov. Je razmeroma velika depresija, ki obsega 440 km² tako imenovanega Cordillera de la Sal v Salar de Atacama, ki ga obdajajo grebeni visoki 500 m. Na zahodno stran se razteza do gorskega območja Domeyko, vzhodno do Toconao in proti jugu do Peine. 

## Geologija
Nedavne geološke študije kažejo, da je relief hidrografskega bazena v sektorju El Tambo med Toconaoom in Peineom na koncu terciarnega obdobja, ustvaril vulkan Licancabur, v katerem so aluvialni nanosi in deponije ustvarile osnovo Cordillera de la Sol, ki je bila deponirana iz tektonskega preloma Kordiljere Domeyko, ki je osnova takšne posebne okolice. Ima vrsto prečnih dolin in visoke izvire v smeri proti severozahodu v obliki grebenov plasti limonita, sadra in soli (natrijev klorid), gline in peska, ki tvorijo sedimentne kamnine paleozojskega izvora. 

## Značilnost
Oblikovana je bila skozi tisočletja z vodno in vetrno erozijo, ki je izkopala  zemljo v oblikah, kot so: koničasti grebeni, vdolbine, gomile sivih in oker barv, ki dolini dajejo ta značilen lunarni izgled.
Lunina dolina je kraj, ki ga zaznamuje nenavadnost slikovitega preloma, lepota barv kamnin, absolutna tišina in pomanjkanje vlažnosti, rastlinstva in živalstva, kjer najdemo le nekaj primerkov kuščarja Liolaemus fabiani.

## Podnebje
Podnebje je puščavsko, z velikim termičnim nihanjem med dnevom in nočjo, približno 18 ° C.

## Galerija
- Amfiteater
- Velika sipina.
- Tri Marije.
- Somrak v Lunini dolini
- Pokrajina.
- Snemanje filma Wandering Stars.
- Kuščar Liolaemus fabiani
- Valley of the moon - Panoramic

## Glejte tudi
- Dolina smrti
- Salar de Atacama